# Pietro Gambacorti
Pietro Gambacorti (Pisa, 1319 – Pisa, 21 ottobre 1392) è stato un nobile italiano.

## Biografia
Figlio di Andrea Gambacorta, tornò a Pisa nel 1369 con la sua famiglia dopo l'allontanamento di Francesco Gambacorta poiché visto troppo in orbita fiorentina. Prima capitano delle masnade, poi successivamente doge, governò la Repubblica di Pisa dal 1369 al 1392, quando fu assassinato da Jacopo d'Appiano, bramoso di potere e d'accordo con Gian Galeazzo Visconti. Con tale congiura, furono assassinati anche i suoi figli Lorenzo e Benedetto.
I suoi figli furono Benedetto, Andrea, Matteo, Lorenzo, Giuliano e la beata Chiara Gambacorti.